# Пяшинский сельсовет
Пя́шинский сельсове́т — административно-территориальное образование в Бековском районе Пензенской области. Имеет статус сельского поселения.

## География
Пяшинский сельсовет располагается в северо-восточной части Бековского района и граничит с севера и востока — с Сердобским районом Пензенской области, с юга — с Мошковским сельсоветом Бековского района и Сердобским районом Пензенской области, с запада — с Ивановским и Яковлевским сельсоветами Бековского района. Расстояние до административного центра района пгт Беково — 34 км. По территории Пяшинского сельсовета протекают реки Пяша, Малая Пяша. Общая площадь территории сельсовета — 11696,3 га.

## Население
| 2002 | 2007  | 2010  | 2011  | 2012 | 2013 | 2014 |
| ---- | ----- | ----- | ----- | ---- | ---- | ---- |
| 1106 | ↘1068 | ↘1024 | ↘1022 | ↘977 | ↘935 | ↘889 |
| 2015 | 2016  | 2017  | 2018  | 2021 |      |      |
| ↘861 | ↘834  | ↘821  | ↘794  | ↘677 |      |      |

## Населенные пункты
В состав поселения входят следующие населённые пункты:
- село Пяша — административный центр[13]
- село Покровка;
- село Аничкино;
- деревня Трескино.

| населённый пункт   | Аничкино | Покровка | Пяша | Трескино |
| ------------------ | -------- | -------- | ---- | -------- |
| количество жителей | 63       | 736      | 138  | 85       |

Динамика численности населения сельсовета по годам:
| 2002 | 2007  | 2010  | 2011  | 2012 | 2013 | 2014 |
| ---- | ----- | ----- | ----- | ---- | ---- | ---- |
| 1106 | ↘1068 | ↘1024 | ↘1022 | ↘977 | ↘935 | ↘889 |
| 2015 | 2016  | 2017  | 2018  | 2021 |      |      |
| ↘861 | ↘834  | ↘821  | ↘794  | ↘677 |      |      |

## Инфраструктура
На территории Пяшинского сельсовета расположены: 4 магазина, сельский клуб, библиотека, спортзал, почтовое отделение (в селе Пяша), средняя общеобрзовательная школа (в селе Покровка), врачебная амбулатория (в селе Покровка), филиал Сбербанка России (в селе Покровка).
Все населённые пункты сельсовета имеют сетевую газификацию, сёла Пяша и Покровка — централизованное водоснабжение.

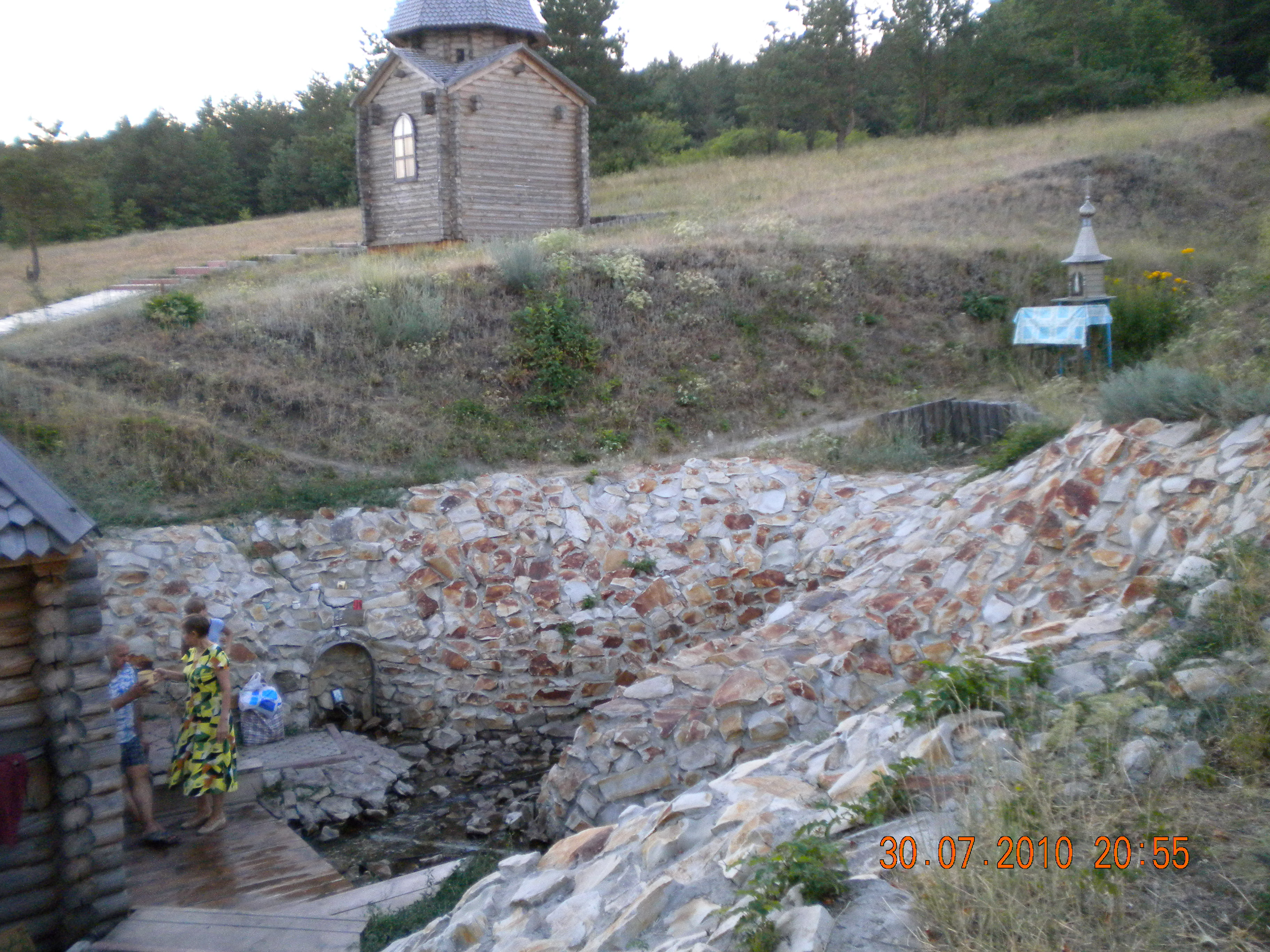
Явленский источник с часовней во имя Лиддской иконы Божьей Матери. Село Пяша Бековского района.

По территории Пяшинского сельсовета проходит автодорога с асфальтовым покрытием длиной 7,75 км, примыкающая к трассе «Тамбов — Пенза — Беково» и обеспечивающая транспортную связь с населёнными пунктами и районами Пензенской области. К селу Аничкино проложена автодорога с щебенчатым покрытием длиной 3,8 км.

## Адрес
442945, Пензенская область, Бековский район, с. Покровка, ул. Садовая, 19. Тел.: +7 84141 28-110
И. о. главы администрации Пяшинского сельсовета является Илюхина Людмила Александровна.